# Stauntonia chinensis
Stauntonia chinensis är en narrbuskeväxtart som beskrevs av Dc.. Stauntonia chinensis ingår i släktet Stauntonia och familjen narrbuskeväxter. Inga underarter finns listade i Catalogue of Life.